# Associação Camponovense Celeiro de Futebol
A Associação Camponovense Celeiro de Futebol, ou Campo Novo Futebol Clube é um clube brasileiro de futebol, da cidade de Campo Novo do Parecis, no estado do Mato Grosso. Foi fundado em 25 de abril de 2019. Suas cores são azul, amarelo, verde e branco.

## História
O Campo Novo fez sua estreia no futebol profissional na Segunda Divisão Mato-Grossense em 2022 e em seu primeiro jogo da história aplicou uma goleada por seis a zero no Estádio Ari Tomazelli contra o Operário FC. Com uma campanha de três vitórias e uma derrota o clube se classificou para as semifinais da competição, deixando o tradicional Sinop para trás, enfrentando o Cacerense por uma vaga na elite.
Na disputa pela vaga no Campeonato Mato-Grossense de Futebol de 2023, o clube foi superado pela equipe do Cacerense, com um empate por um a um em casa e uma derrota por três a zero em Cáceres.

## Estatísticas

### Participações
|  | Participações em 2025 |

| Competição  | Competição | Temporadas | Melhor campanha | Anos      | P | R |
| Mato Grosso | 2ª Divisão | 4          | 3º lugar (2022) | 2022-2025 | – |   |